# Casalpusterlengo
Casalpusterlengo es una localidad y comune italiana de la provincia de Lodi, región de Lombardía, con 15.048 habitantes.

## Evolución demográfica
| Gráfica de evolución demográfica de Casalpusterlengo entre 1861 y 2001 |
|                                                                        |
| Fuente ISTAT - elaboración gráfica de Wikipedia                        |